# Пустоха (река)
Пустоха — река на Украине, протекает по территории Бердичевского района Житомирской области. Левый приток Гуйвы (бассейн Днепра).
Берёт начало южнее села Хмелище. Течёт сначала на север, далее круто поворачивает на восток, в нижнем течении течёт на северо-восток. Впадает в Гуйву восточнее села Гальчин.
Длина Пустохи 33 км, площадь бассейна 256 км². Долина трапециевидная, шириной до 2,5 км, глубиной до 30 м. Пойма шириной до 300 м, в верхнем течении частично залесена. Русло шириной до 5 м, глубиной до 0,5 м. Уклон реки 1,3 м/км. Сооружены искусственные пруды.
Самый больший приток — река Настя (правый).